# منتخب اليابان لسباعيات الرغبي للسيدات
منتخب اليابان الوطني لسباعيات الرغبي للسيدات (باليابانية: 7人制ラグビー女子日本代表) هو ممثل اليابان الرسمي في المنافسات الدولية في سباعيات الرغبي للسيدات.

## وصلات خارجية
- الموقع الرسمي